# Kaskada elektrowni
Kaskada elektrowni (Elektrownia wodna o kaskadzie zwartej) – szereg elektrowni wodnych jazowych, położonych na rzece nizinnej w taki wzajemnych odległościach, że cofka elektrowni niżej położonej stanowi wodę dolną elektrowni leżącej wyżej. 
Pierwsza elektrownia kaskady (Elektrownia regulująca ER) dyktuje sposób pracy pozostałym elektrowniom pośrednim. Ostatnia elektrownia (wyrównawcza EW) pracuje przepływowo z przełykiem równym aktualnemu przepływowi rzeki. 
Pierwsza elektrownia (ER) kaskady oraz elektrownia ostatnia (EW) powinny mieć zbiorniki przynajmniej o regulowaniu dobowym. Elektrownie pośrednie mogą mieć zbiorniki o dowolnej objętości, nawet tak małe, że będą to elektrownie zaliczane do kategorii przepływowych. 
Jeżeli na całej długości kaskady rzeka nie przyjmuje żadnych większych dopływów i przełyki zainstalowanych wszystkich elektrowni, z wyjątkiem ostatniej, są jednakowe, w takim razie praca wszystkich elektrowni przepływowych będzie całkowicie uzależniona od sposobu pracy elektrowni regulującej. Elektrownia regulująca, mając zbiornik o regulowaniu dobowym, będzie mogła pracować w godzinach szczytu swoją pełną mocą (pełnym przełykiem), zaś w pozostałych godzinach doby przejść do postoju i napełniać zbiornik do pracy szczytowej w następnej dobie. W czasie pracy szczytowej odpływ z elektrowni ER będzie przepływał przez wszystkie elektrownie pośrednie, pracujące takim samym przełykiem, jak elektrownia regulująca. 
Możliwość jednoczesnej pracy szczytowej wszystkich elektrowni kaskady jest uzależniona od wzajemnego hydraulicznego sprzężenia elektrowni między sobą, polegającego na tym, że w czasie postoju wszystkich elektrowni zwierciadło każdego zbiornika będzie sięgać jazu elektrowni górnej, a głębokości wody w części górnej zbiornika będą wystarczająco duże. Kaskadę, w której zbiorniki wszystkich elektrowni spełniają powyższy warunek, nazywa się kaskadą zwartą, w odróżnieniu od kaskady luźnej, w której zatrzymanie elektrowni spowodowałoby w częściach górnych zbiorników wystąpienie głębokości niewystarczających dla żeglugi lub wręcz odwodnienie części łożyska rzeki.

## Praca przewałowa
Pracę elektrowni przepływowych w kaskadzie zwartej nazywa się pracą przewałową. Warunek podstawowy pracy przewałowej elektrowni regulującej i elektrowni przepływowych w kaskadzie zwartej jest następujący:
- przełyki zainstalowane tych elektrowni muszą być równe jednakowej krotności k przepływów średnich wieloletnich rzeki w ich przekrojach.

Kaskada zwarta może pracować szczytowo w ten sposób, jak elektrownia na zbiorniku dobowym. W czasie postoju całej kaskady napełnia się zbiornik elektrowni regulującej oraz tylko te zbiorniki elektrowni pośrednich, które przyjmują dopływy rzeki. 